# Mercedes-Benz W201
O Mercedes-Benz W201 é a designação interna da série de sedãs Mercedes-Benz 190, uma linha de sedãs do segmento D com motor dianteiro, tração traseira, cinco lugares e quatro portas, fabricados em uma única geração, de 1982 a 1993, como o primeiro automóvel compacto da empresa.
Projetado por Bruno Sacco, chefe de estilo da Mercedes-Benz de 1975 a 1999, o W201 estreou no Salão do Automóvel de Paris de 1982. Fabricado em Bremen e Sindelfingen, na Alemanha, a produção atingiu 1.879.629 unidades ao longo de seus onze anos de vida útil.
O W201 introduziu uma suspensão traseira de 5 braços, posteriormente usada nos modelos das classes E e C, barras estabilizadoras dianteiras e traseiras, geometria anti-mergulho e anti-agachamento, além de airbags, freios ABS e pré-tensionadores dos cintos de segurança. O uso extensivo de aço leve e de alta resistência permitiu que ele resistisse a uma colisão com uma barreira de concreto a 56 km/h sem ferimentos graves aos passageiros ou deformação da cabine.
A Mercedes apresentou uma versão de desempenho, comercializada como 190 E 2.3-16V, no Salão do Automóvel de Frankfurt de 1983.